# ثريا السقاط
ثريا السقاط (1935- 1992) شاعرة وقاصة مغربية.

## مسيرتها
ولدت في 10 أكتوبر 1935 بمدينة فاس. اشتغلت بالتدريس بمدينة الدار البيضاء، توفيت سنة 1992. توزع إنتاجها بين الكتابة الشعرية وكتابة القصص الموجهة للأطفال، وهي والدة الشاعر المغربي صلاح الوديع والناشطة الاجتماعية آسية الوديع.

## إنتاجها الأدبي
- منادل وقضبان: رسائل السجن، تقديم عبد القادر الشاوي، الدار البيضاء 1988.
- أغنيات خارج الزمان: شعر. الدار البيضاء.
- فاطمة المفجوعة (قصة للأطفال).
- اللبؤة البيضاء (قصة للأطفال).
- حوار مع الأمواج (قصة للأطفال).
- النسر الرمادي (قصة للأطفال).